# Sebastian Chmara
Sebastian Chmara (Bydgoszcz, 22 novembre 1971) è un ex multiplista polacco, campione mondiale ed europeo indoor dell'eptathlon.
Oltre ai due titoli nell'eptathlon, ha partecipato ai Giochi olimpici di Atlanta 1996 chiudendo 15º nel decathlon.

## Palmarès
| Anno | Manifestazione  | Sede     | Evento    | Risultato | Punteggio |
| ---- | --------------- | -------- | --------- | --------- | --------- |
| 1999 | Mondiali indoor | Maebashi | Eptathlon | Oro       | 6 386     |
| 1998 | Europei indoor  | Valencia | Eptathlon | Oro       | 6 415     |